# Watersprite Film Festival
O Watersprite Cambridge International Student Film Festival, ou apenas Watersprite Film Festival, é um festival de cinema universitário de curtas-metragens que ocorre anualmente em Cambridge, na Inglaterra. É considerado o maior festival de cinema estudantil do Reino Unido e um dos maiores da Europa. O festival foca em descobrir e capacitar novos talentos cinematográficos. Além das exibições dos filmes de estudantes, o festival conta com eventos gratuitos de perguntas e respostas de diretores, atores e profissionais líderes da indústria do cinema. Alguns dos convidados que já foram recebidos pelo festival incluem Eddie Redmayne, Olivia Colman, Mike Leigh, David Yates, Neil Gaiman, Evanna Lynch, entre outros.

## Filmes brasileiros em Watersprite
- When I Get Home (2013), de Aldemar Matias[6]
- Flores (2017), de Vado Vergara e Henrique Bruch[7]
- Vidas Cinzas (2017), de Leonardo Martinelli[8]
- Copacabana Madureira (2019), de Leonardo Martinelli[9]